# Гето — тајни живот града
Гето — тајни живот града српски је документарни филм из 1995. године. Рађен је у продукцији Б92, извршни продуценти филма су Веран Матић и Саша Мирковић, режију потписују Иван Марков и Младен Матичевић, а главни јунак и наратор филма је Горан Чавајда, некадашњи бубњар и вокалиста бендова Електрични оргазам и Бабе.

## Радња
Главни лик и наратор у филму је Горан Чавајда Чавке, који размишља о времену у којем живи и људима који га окружују, непрепознајући Београд. Кроз причу о личној емотивној прошлости, Чавајда говорио о периоду живота у Београду између 1991. и 1995. године, наводећи како се тада устоличавао дух провинције који је унишио урбани Београд. На крају филма Чавке одлази на концерт народне музике, на којем се окупило око десет хиљада људи и тада постаје свестан бројности љубитеља те музике.
Посебно оштру критику Чавајда је имао према информативној редакцији државне телевизије Србије, која се како наводи тада претворила у ратнохушкачку машинерију.

## Занимљивости
Филм је приказиван са великим успехом на великом броју светских филмских фестивала, укључујући и Лондонски филмски фестивал (селекција New European Cinema)
Оригиналну музику за филм радио је бенд Дарквуд даб, а поред њих као извођачи у филму појавиле су се и групе Партибрејкерс, Деца лоших музичара, Супернаут, Dead Ideas, Директори, Сварог и бенд Плејбој.

## Улоге
| Глумац               | Улога      |
| -------------------- | ---------- |
| Горан Чавајда        | самог себе |
| Срђан Ђиле Марковић  | самог себе |
| Срђан Анђелић        | самог себе |
| Наташа Богојевић     | саму себе  |
| Саша Марковић Микроб | самог себе |
| Петар Илић Ћирило    | самог себе |

Комплетна ТВ екипа  ▼
| Редитељ                  | Иван Марков и Младен Матичевић   |
| Главни организатор филма | Сретен Мијовић                   |
| Извршни продуценти       | Веран Матић и Саша Мирковић      |
| Прича                    | Младен Матичевић                 |
| Директор фотографије     | Драшко Плавшић                   |
| Арт директор             | Горан Јоксимовић                 |
| Кинематографија          | Драшко Плавшић                   |
| Монтажа                  | Сузана Матичевић                 |
| Костимограф              | Линда Чавајда                    |
| Сценографи               | Горан Јоксимовић и Линда Чавајда |
| Музика                   | Дарквуд даб                      |